# コナリミサト
コナリ ミサト（7月22日 - ）は、日本の女性漫画家。かに座、血液型はO型。埼玉県出身。デビューは2004年。

## 来歴・人物
ハイティーン向けファッション雑誌「CUTiE」で『ヘチマミルク』を連載。趣味は半身浴とファッション雑誌の読者モデル鑑賞、古着屋めぐり。
初のストーリー連載となった『珈琲いかがでしょう』が、2018年にProduction I.G運営のアプリ『アニメBeans』にてアニメ化された。また作中の珈琲の作り方が、漫画無料配信サイト『MAGCOMI』に掲載された。
2019年に『凪のお暇』が黒木華主演でTBSで連続ドラマ化。
2021年に『珈琲いかがでしょう』が中村倫也主演でテレビ東京で連続ドラマ化された。

## 作品リスト

### 漫画
- ヘチマミルク（『CUTiE』） 全3巻
- テレフォンオジサン（『FEEL YOUNG』）
- やんぼらん（『まんがタイムファミリー』）
- キノコノホン（ワニプラス コミックス）
- 魔法主婦マジカルミュー（『ジャンプ改』）
- ピンクビールアワー（『Cocohana』）
- きのこ商事の人々（『CITY LIVING』）
- 珈琲いかがでしょう（『WEBコミック EDEN』 2014年2月20日 - 2015年12月7日） 全3巻、新装版上下巻
- 宅飲み残念乙女ズ（『まんがタイムファミリー』 2013年5月号 - 2016年7月号） 全2巻
- 凪のお暇（『Eleganceイブ』、『Champion タップ!』） 全12巻
- ひとりで飲めるもん!（『まんがタイムオリジナル』 2017年8月号 - 2019年2月号） 全1巻、ISBN 978-4-8322-3658-5
- 浮遊教室のあと（『Maybe!』 vol.6 - vol.9）
- 黄昏てマイルーム（『東京ウォーカー』 2019年5月号 - →『Webダヴィンチニュース』 2020年7月 - ） 既刊1巻[5]、ISBN 978-4-04-68022-55
- 燃えよあぐり（『Maybe!』 vol.10）
- メガネの男と海南鶏飯（『Maybe!』 vol.11[6]）
- プレシャスプライスレス!（『小説新潮』 2022年3月号[7]） - 「お金、欲しいですか?」特集の一環として掲載[7]
- もう生まれたくない（『いろんな私が本当の私』収録[8]、2023年） - 「長嶋有漫画化計画」第2弾作品[8]
- イマジナリー井之頭五郎（『トリビュートブック 100％孤独のグルメ！ 〜それにしても腹が減った…〜』2024年[9]） - 『孤独のグルメ』のトリビュート寄稿作品[9]。

### イラスト
- 推し飯研究会（集英社オレンジ文庫） 2021年6月18日発売、秋杜フユ著